# Грембошув (Малопольське воєводство)
Грембошув (пол. Gręboszów) — село в Польщі, у гміні Грембошув Домбровського повіту Малопольського воєводства. Населення — 407 осіб (2011).
У 1975-1998 роках село належало до Тарновського воєводства.

## Демографія
Демографічна структура станом на 31 березня 2011 року:
|          | Загалом | Допрацездатний вік | Працездатний вік | Постпрацездатний вік |
| -------- | ------- | ------------------ | ---------------- | -------------------- |
| Чоловіки | 189     | 30                 | 131              | 28                   |
| Жінки    | 218     | 33                 | 125              | 60                   |
| Разом    | 407     | 63                 | 256              | 88                   |